# Har Giora
Har Giora (hebrejsky: הר גיורא) je hora o nadmořské výšce 722 metrů v centrálním Izraeli, v pohoří Judské hory.
Nachází se cca 14 kilometrů západně od centra Jeruzaléma, cca 8 kilometrů východně od města Bejt Šemeš a cca 2 kilometry východně od obce Nes Harim. Má podobu zalesněné výšiny, kterou severu lemují prudké srázy kaňonu potoka Sorek, do kterého podél východní strany hory ústí vádí Nachal Refa'im. Oběma údolími prochází železniční trať Tel Aviv-Jeruzalém. Na západě do Soreku ústí boční vádí Nachal Ktalav, proti jehož ústí jsou zbytky původní železniční stanice Dajr aš-Šajch, nazývané též stanice Bar Giora. Po severozápadní straně hory vede lokální silnice číslo 386. Na vrcholu hory stojí zbytky muslimského hrobu Kever Šejch Marzuk (קבר שיח' מרזוק). Hora je turisticky využívána. Pás strmých srázů lemujících údolí Soreku pokračuje oběma směry odtud. Na severovýchodě je to hřbet Reches Sorek, na jihovýchodě hora Har Refa'im, na severozápadě vrch Har Pitulim.